# Aeroportul Tamale
Aeroportul Tamale (IATA: TML, ICAO: DGLE) este un aeroport din Tamale, Tamale Metropolitan District⁠(d), Regiunea de Nord, Ghana ce deservește zona Tamale. Aeroportul a fost tranzitat în 2022 de 217.958 de pasageri.
Situat la o altitudine de 169 m, aeroportul dispune de o singură pistă.